# 6,5 × 52 mm Mannlicher-Carcano

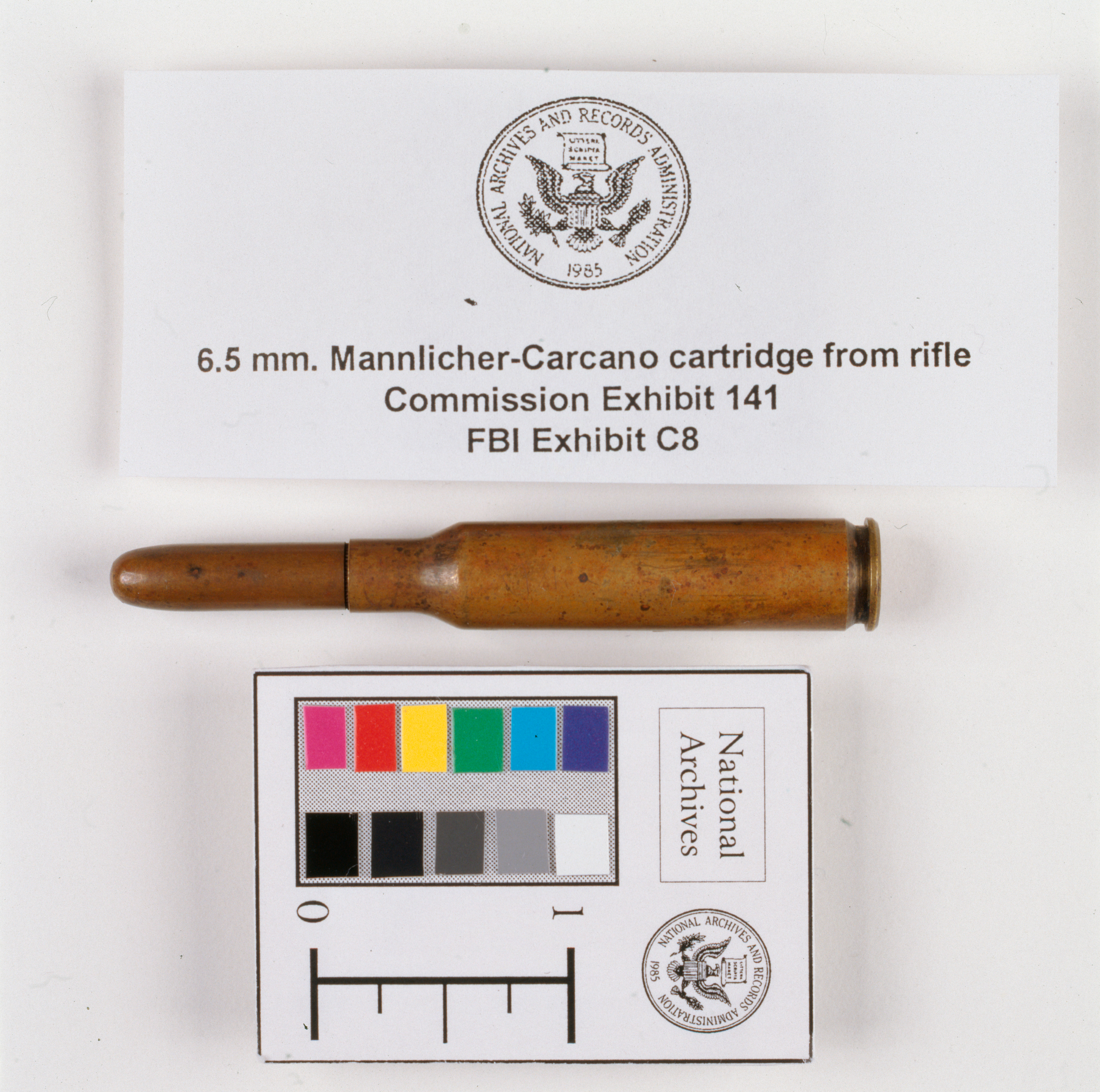
6,5 x 52 Mannlicher-Carcano

6,5 x 52 Mannlicher-Carcano nebo jen 6,5 x 52mm Carcano je náboj, který používala italská vojenská opakovací puška Carcano. Náboj měl progresivní vývrt a míry 6,5x52mm. Byl první na světě, který měl menší ráži než 7mm a přesto byl zaveden do pravidelné armády. Jeho hodnoty jsou 705m/s a dostřel je na tak malou ráži úctyhodný.